# Fissidens crassipes
Fissidens crassipes là một loài Rêu trong họ Fissidentaceae. Loài này được Wilson ex Bruch & Schimp. mô tả khoa học đầu tiên năm 1849.